# Systematik der Täublinge nach Marcel Bon
Diese Systematik der Täublinge gliedert die Pilzgruppe basierend auf gemeinsamen Merkmalen in unterschiedliche Gruppen nach dem Konzept von Marcel Bon; es wurde im Jahr 1988 veröffentlicht. Die Systematik richtet sich vor allem nach den europäischen Arten.

## UntergattungCompacta
Die Arten dieser Untergattung haben derbe, kompakte Fruchtkörper und meist einen kurzen, dicken Stiel. Der Hutrand bleibt lange eingerollt und die Huthaut ist meist nur schwer abziehbar. Die Arten besitzen sehr viele, unterschiedlichen lange Zwischenlamellen, ihre Zahl übertrifft die der eigentlichen Lamellen, die nie gegabelt sind. Die Lamellen laufen meist bogig am Stiel herab oder sind breit angewachsen. Braune Pigmente können vorhanden sein, sie befindet sich meist in Vakuolen. Die Huthaut enthält im Allgemeinen Laticiferen, das sind Milchkanäle, wie sie auch bei den Milchlingen vorkommen, nur führen sie hier keinen Milchsaft, sondern scheiden nur eine wasserklare Flüssigkeit ab. Auch ein- bis zweifach septierte Dermatozystiden kommen vor.
Der Untergattung Compacta gehört unter anderem der einzige tödlich giftige Täubling Nisekurohatsu (Russula subnigricans) aus Ostasien an.
Die Untergattung Compactae wird bei Bon ihrerseits in zwei Sektionen unterteilt, die trotz eines recht ähnlichen Erscheinungsbildes, keine allzu große Verwandtschaft aufweisen, wie DNS-Untersuchungen zeigen. 
Mit den Sektionen Gossypinae, Delicoarchaea und Fuegianae können dieser Untergattung weitere Sektionen zugeordnet werden. Sie enthalten allesamt nur außereuropäische und meist tropische Arten. 

### SektionCompactae
Die Fruchtkörper dieser Sektion haben einen glatten Hut mit scharfem Rand. Die Huthaut (Pellis) ist nicht scharf vom Hutfleisch (Trama) abgegrenzt, sodass sie sich auch nur schwer abziehen lässt. Die Lamellen sind stark mit unterschiedlich langen Lamelletten untermischt und haben weißes Sporenpulver. Das Fleisch läuft, wenn man es verletzt, oft rötlich an oder es graut oder schwärzt. Auch im Alter oder beim Trocknen grauen oder schwärzen die Fruchtkörper. Mit FeSO4 verfärbt sich das Fleisch grau rötlich oder grünlich. Der Geschmack ist mild oder häufiger leicht schärflich; aber selten scharf.

#### SubsektionNigricantinae
- Die Typart ist Russula nigricans, der Dickblättrige Schwärztäubling.

### SektionPlorantes (Lactarioides)
Der Hutrand ist glatt und scharf. Im Erscheinungsbild (Habitus) gleichen sie den großen weißen Milchlingen der Sektion Albati, mit denen sie auch tatsächlich nahe verwandt sind. Daher wird heute der Name Lactarioides für diese Sektion favorisiert. Das Sporenpulver ist weißlich, in seltenen Fällen aber auch ocker oder gelblich. Die Sporen haben klar definierte amyloide Flecken. Das Fleisch fest, spröde und unveränderlich. In einigen Fällen färbt es sich auch rosa, besonders an den Lamellen. Pigmente sind selten und meist auf eine blaue Zone am Lamellenansatz an der Stielspitze beschränkt. Auch die Lamellen können einen bläulichen Schimmer aufweisen. In der Huthaut finden sich Makrozystiden und Dermatozystiden.
- Die Typart ist Russula delica, der Gemeine Weißtäubling.

#### Subsektionen
- Delicinae
- Pallidosporinae

## UntergattungRussula(Eurussula)
Die Untergattung enthält meist lebhaft gefärbte, weniger kompakte oder schmächtige Arten mit nicht lange eingerolltem Hutrand und meist leicht abziehbarer Huthaut. Zwischenlamellen sind nicht oder nur in geringen Maße vorhanden. Die eigentlichen Lamellen können am Stiel gegabelt oder durch Queradern verbunden sein.

### SektionIngrataeQuél.
Vertreter dieser Sektion schmecken gewöhnlich sehr scharf oder widerlich und nur selten mild. Der Geruch ist stark und oft unangenehm. Die Huthaut ist meistens stark gelifiziert, weshalb der Hut bei Feuchtigkeit häufig schleimig ist. Der Hutrand ist meist deutlich höckrig gerieft bis gefurcht. Das Sporenpulver ist weiß bis cremefarben gefärbt. Dermatozystiden sind zwar vorhanden, sind aber oft unauffällig. Der Stiel ist bei älteren Fruchtkörpern stark und oft hohlkammig bis hohl. Die Pigmente sind ockerfarben bis braun. Für Singer und Romagnesi gehört auch die Subsektion Felleinae in diese Sektion, Bon sieht sie aber in der Sektion Russula, was durch DNS-Analysen und die Mykorrhiza-Anatomie untermauert wird.
- Typart: Russula foetens Pers.

#### Subsektionen
- Foetentinae
- Pectinatinae

### SektionRussula(Fragiles)
- Type species: Russula emetica (Schaeff.: Fr.) Pers.

#### Subsektionen
- Felleinae
- Citrinae
- Emeticinae
- Atropurpurinae

### SektionViolaceinae
Diese Sektion enthält kleine, zerbrechliche, scharf schmeckende Arten mit typischem Geruch nach Pelargonien oder nach Sand-Röhrling. Das Sporenpulver ist cremefarben. Die Pilze gehen meist eine Mykorrhiza mit Laubbäumen ein.

### SektionFirmae
Scharfe, mittelgroße mehr oder weniger robuste oder fleischig und nicht besonders zerbrechliche Arten. Der Stiel ist in der Regel rötlich oder gleichfarbig zum Hut gefärbt. Die Pilze sind mit angenehmem oder fruchtigem Geruch, oft weniger auffällig wie in der Subsektion Violaceinae, aber oft ein wenig nach frischem Apfel oder nach Zedernholzöl riechend. Die Basidien sind lang gestreckt, bis zu 50 µm lang oder länger. Beim Hut dominieren rote oder purpurne Farben, selten grünliche, lila oder rosa-violette Töne. Das Sporenpulver ist blass ocker.

#### Subsektionen
- Exalbicantinae
- Sanguininae

### SektionInsidiosinae
Die Arten dieser Sektion sind scharf bis sehr scharf, das Sporenpulver gelb oder orange. Der Stiel ist gewöhnlich weiß oder weiß mit rötlicher Tönung. Die Lamellen sind nahe am Rand stumpf. Dermatozystiden sind immer vorhanden und mit Sulphoaldehyde anfärbbar. Basidia and Zystiden sind nicht bemerkenswert kurz.
- Die Typart ist Russula veternosa, der Scharfe Honigtäubling.

#### Subsektionen
- Cupreinae
- Maculatinae

### SektionHeterophyllae
Meist große, robuste Arten mit verschiedenfarbigen Hüten. Der Hut kann grün, violettlich, gräulich bis weinrot oder bis bräunlich sein. Das Fleisch schmeckt mild oder fast mild, außer die Lamellen von einigen Arten. Die Huthaut besitzt keine inkrustierten Elemente. Die Pigmente sind körnig, das Sporenpulver weiß, cremefarben in Ausnahmefällen auch blass ocker. Dermatozystiden sind vorhanden, außer in Virescentinae und Amoeninae. Diese sind einzellig und nicht septiert Ohne Primordialhyphen, aber mit typischen vielfach septierten Hyphenenden, die meistens ein granuläres Pigment enthalten. Rote Pigmente fehlen, können aber bei Amoeninae vorkommen. DNS-Analysen zeigten, dass die Vertreter dieser Sektion auch phylogenetisch miteinander verwandt sind.
- Die Typart ist Russula grisea, der Grauviolette Täubling.

#### Subsektionen
- Indolentinae
- Heterophyllinae
- Virescentinae
- Amoeninae
- Griseinae

### SektionTenellae
Komplett mild oder jung in den Lamellen leicht schärflich. Meist kleine, schlanke, zerbrechliche Arten mit scharfen Rand. Huthaut leicht abtrennbar, schleimig, mit mehrfach septierten Dermatozystiden und kaum differenzierten Hyphenenden. Laticiferen in der Subpellis und im Stiel. Sporenpulver cremefarben, ocker oder gelb Basidien typischerweise kurz mit wenigen und gewöhnlich kurzen Zystiden. Fleisch oft gilbend.

#### Subsektionen
- Laricinae
- Puellarinae
- Odoratinae
- Rhodellinae
- Sphagnophilinae

### SektionPolychromae
Große oder mittlere Arten. Fleisch mehr oder weniger fest, mild oder etwas schärflich in den Lamellen Hut selten rot oder orange, meist violett, purpurn, grün, braun bis ocker. Sporenpulver niemals weiß. Fleisch mehr oder weniger fest niemals schwärzend, dafür oft gilbend oder bräunend. Zusammensetzung der Pileipellis sehr variabel; ohne körniges Pigment. Dermatozystiden oder Primordialhyphen vorhanden oder fehlend. Voluminöse aber relativ kurze Basidien. Lange und breite Zystiden.
- Typart Russula integra, der Braune Ledertäubling.

Bei Romagnesi stehen hier auch die Viridantinae, Olivaceinae, und Integrinae.

#### SubsektionDecolorantinae
Meist große Arten. Huthaut mit Dermatozystiden. Unter Nadelbäumen, oft im Moor. Stiel und Fleisch grauend, mit Formalin rötend. Hut orange, gelb, rot, selten weinrot oder braunrot. Geschmack mild oder etwas scharf in den Lamellen. Sporenpulver creme bis ocker.

### SektionViridantes
Fleisch mit FeSO4 grün, mit Anilinwasser rot. Geruch nach Hering. Stiel bisweilen rötlich. Fleisch und Stiel bräunlich oder gilbend. Sporenpulver II-IVa.

#### SubsektionXerampelinae
- Die Typart ist Russula xerampelina, der Rote Heringstäubling.

### SektionRussulinae
Geschmack mehr oder weniger scharf, mentholartig oder bitter, nur in Ausnahmefällen mild oder fast mild. Sporenpulver weiß, cremefarben, selten ocker. Dermatozystiden vorhanden, septiert oder nicht, morphologisch gut charakterisiert, stark mit Sulphoaldehyden reagierend mehr oder weniger säureresistent. Pigmente rot, purpurn, violett, seltener grün oder gelb niemals inkrustiert.

#### Subsektionen
Integrinae
Paludosinae

### SektionRigidae

#### SubsektionLepidinae
Große oder mittlere Arten mit feinkörnigen bisweilen undeutlichen inkrustierten Dermatozystiden. Hut rot oder rosa. Huthaut angewachsen oder kaum abziehbar, matt bis samtig.

### SektionLilaceae

#### Subsektionen
- Roseinae
- Lilaceinae
- Integroidinae
- Ochroleucinae
- Amethystinae

Meist mittelgroße Arten unter Nadelbäumen. Huthaut oft weißbereift, ohne Dermatozystiden. Geschmack völlig mild. Sporenpulver sattocker bis gelb, selten (Russula azurea) weiß. Sporen gratig bis netzig verbunden.

### SektionAlutaceae

#### SubsektionOlivaceinae
Große Arten Huthaut und Stielrinde ohne Dermatozystiden und ohne inkrustierte Elemente. Sporenpulver gelb. Fleisch fest, mild, mit Phenol purpurrot bis weinrot. Stiel weiß oder rotfleckig.